# メアリー・リゴン
レディ・メアリー・リゴン（Lady Mary Lygon, 1910年2月12日 - 1982年9月27日）は、イギリスの貴族女性、ソーシャライト。メイミー（Maimie）の愛称で知られた。結婚によりロマノフ家の一員となった。

## 生涯
第7代ビーチャム伯爵ウィリアム・リゴンとその妻の伯爵夫人レティス（旧姓グローヴナー）の間の第5子として生まれた。メアリーと姉妹たちは揃って長身金髪碧眼の美人で、貴族社交界では「ビーチャム美人姉妹（Beauchamp Belles）」と呼ばれて有名だった。
1930年6月、イギリス王ジョージ5世の四男ジョージ王子と交際を始め、王子との婚約の準備が進められていた。しかし翌1931年、叔父の第2代ウェストミンスター公爵ヒュー・グローヴナーが、義兄である父ビーチャム伯の同性愛をアウティングしたことが大スキャンダルに発展したため、縁談は破談となる。両親の社会的威信は地に墜ち、父は国外での隠遁生活を強いられ、家族から疎まれた母は家を追い出され弟ウェストミンスター公爵の領地に去ったため、メアリーら3人の未婚の令嬢が、伯爵家の本拠マザーズフィールド・コートの城館を切り盛りすることになった。この時期、メアリーは作家イーヴリン・ウォーとの長年にわたる友情を育んだ。ウォーの代表作『回想のブライズヘッド』のヒロイン、レディ・ジュリア・フライト（Lady Julia Flyte）の人物像は、メアリーをモデルにしたものと言われている。
1939年2月1日、亡命ロシア皇族の1人、フセヴォロド・イオアノヴィチ公と婚約した。同年5月31日、ロンドン・チェルシーの結婚記録登記所で2人の証人及びロシア正教会司祭の出席のもと民事婚を行った。翌日6月1日にバッキンガム宮殿通りに建つロシア正教の教会堂で宗教婚が挙行された。ロシア帝室家長ウラジーミル・キリロヴィチ大公は、フセヴォロド公の請願に応じて、メアリーにロマノフスキー＝パヴロフスキー公爵夫人（Princess Romanovsky-Pavlovsky）の称号と（諸侯家の）妃殿下の敬称を名乗る資格を認めた。
第2次世界大戦中、メアリーはパヴロフスキー公爵夫人団（Princess Pavlovsky's Unit）という赤十字社の分団の団長を務めた。また、フセヴォロド公がユーゴスラビア王ペータル2世の従兄にあたる関係から、公爵夫妻は頻繁にユーゴスラビア王国の外交官たちと交際した。
子供のいない夫妻は、ペキニーズの飼い犬たちを子供の代わりに可愛がった。夫婦仲は1950年代に入ると険悪になった。夫婦はどちらも大酒呑みだったが、メアリーにはアルコール依存症の兆候が表れ始めた。フセヴォロド公はメアリーの財産を浪費し尽くし、夫婦仲は1952年までに完全に冷え切り、家庭内別居状態となった。公爵夫妻はホヴに転居するが、フセヴォロドは1953年の年末に家を出て正式に別居した。メアリーの精神状態は翌1954年には急速に悪化した。夫妻は1956年2月に離婚し、翌1957年、メアリーはパヴロフスキー公爵夫人の肩書を廃して旧姓に戻った。再婚せず、アルコール依存からも抜け出せないまま、余生を愛犬に囲まれて暮らした。